# Jean Lecuyer
Ne doit pas être confondu avec Jean Lécuyer.
Pour les articles homonymes, voir Lécuyer.
Jean Lécuyer est un peintre verrier et enlumineur français, né à Bourges vers 1500 et mort dans la même ville en 1556.

## Biographie
Un document daté de 1554 atteste qu'il est âgé de 54 ans, ce qui fixe son année de naissance autour de 1500. Plusieurs documents semblent indiquer qu'il aurait des origines familiales parisiennes. Il est signalé dès 1518 comme marchand, ce qui peut correspondre à une activité de maître-verrier. En 1522, il est payé pour avoir doré le coq de la Sainte-Chapelle de Bourges. Il épouse Thiénon Arnault, parente de Pierre Arnault, peintre-verrier attitré de la cathédrale Saint-Étienne de Bourges. Il remplace ce dernier à cette fonction en 1527. Dès cette année-là, il réalise les vitraux de la maison des enfants de chœur de la cathédrale puis ceux de l'école de droit.
On lui doit des vitraux de l'Hôtel-Dieu de Bourges qui ont disparu à la Révolution, mais aussi celui de la famille Tullier de la Cathédrale de Bourges (1532) : verrière de la baie no 46, traitant du martyre de saint Laurent et situé dans la chapelle Coppin du bas-côté sud, et de La Légende de Saint-Claude (1544) situé dans l'église Saint-Bonnet de Bourges.

## Œuvre

### Vitraux

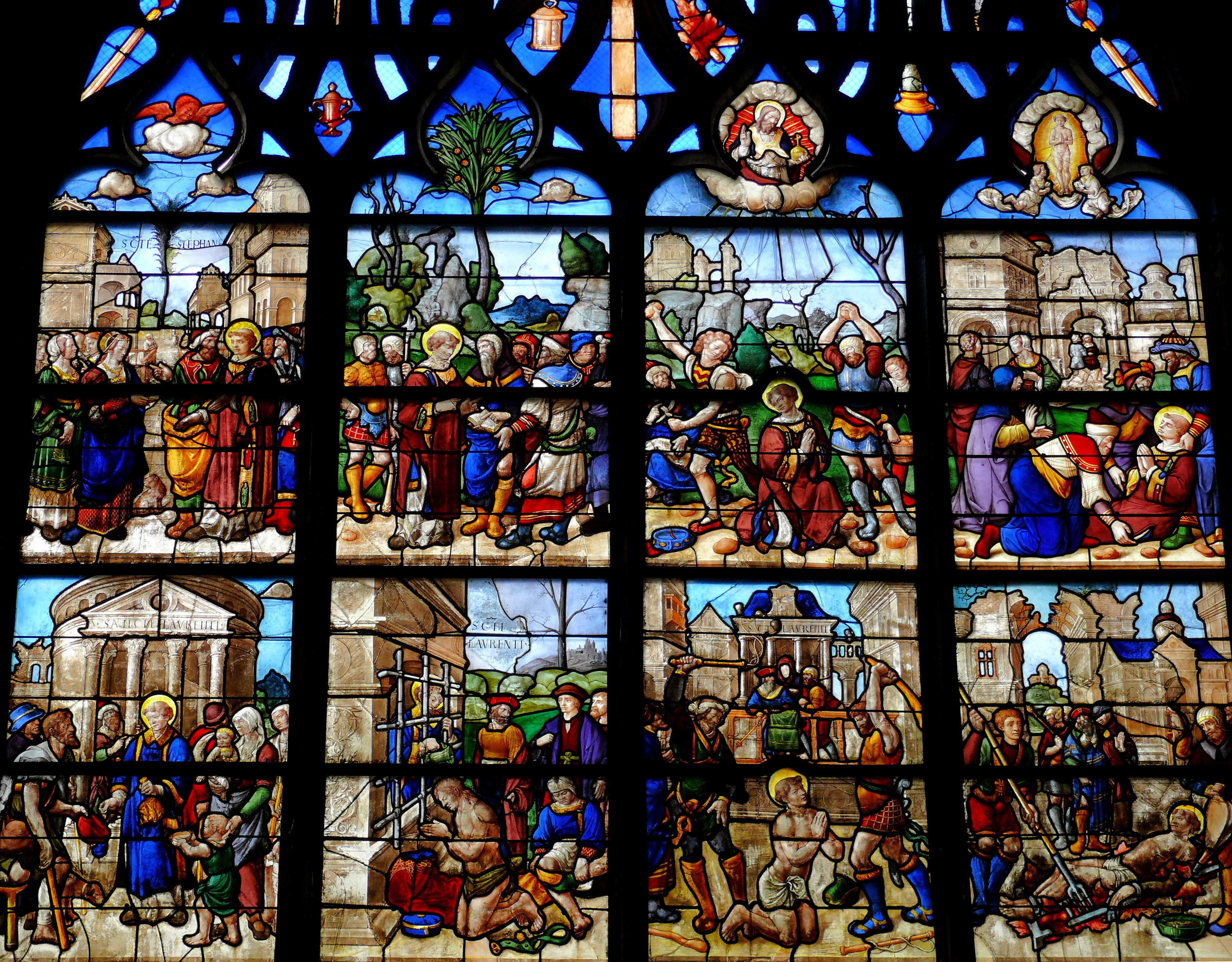
Vitrail des martyres de saint-Laurent et de Saint-Étienne.

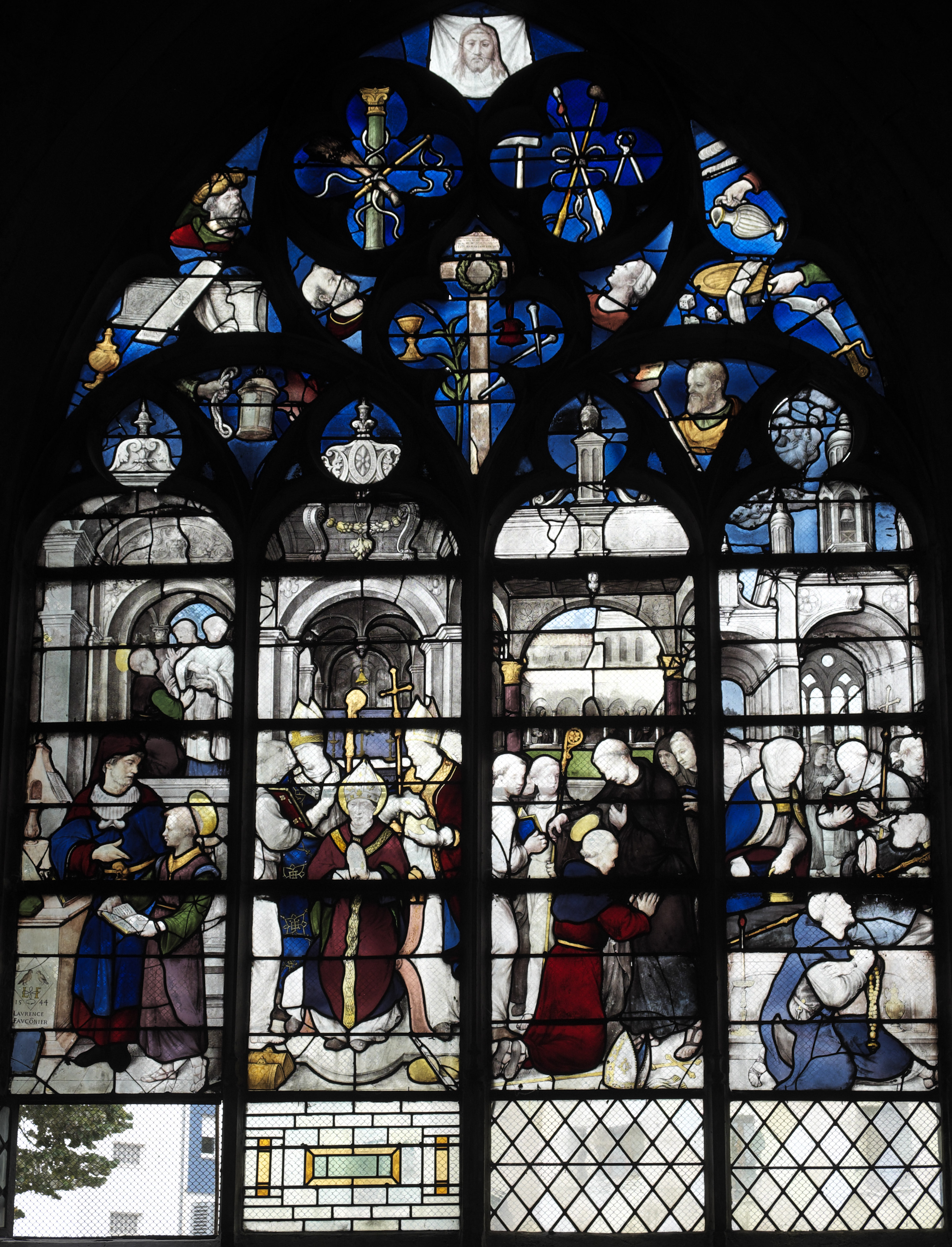
Vitrail de la vie de saint Claude, église Saint-Bonnet de Bourges.

- vitraux de la cathédrale Saint-Étienne de Bourges, baies 32 (La Famille de Pierre Tullier en donateur) et 46 (saint Laurent et de saint Étienne), vers 1520-1525
- vitraux de l'église Saint-Bonnet de Bourges : baie 2, Vie de saint Claude (1544), baie 4, Vie de saint Jean l'évangéliste (1533), et baie 7, Résurrection (1551)
- verrière de la rose nord de la cathédrale Saint-Étienne de Sens : rose du paradis et apparitions de l'archange Gabriel
- vestiges d'un vitrail dans l'église de Mont-Saint-Sulpice (Yonne)[3]
- vitraux du martyre de Saint Vincent, vers 1550, provenant de l'ancienne église Saint-Germain de La Châtre, actuellement au musée George Sand et de la Vallée Noire, Château de La Châtre, La Châtre
- Sphinge, vitrail du musée du Berry, vers 1520, inv.1869.1.20
- Tête d'homme barbu, musée du Berry, inv.962.X.57

### Dessins
- Prédication de saint Jean Baptiste, encre et aquarelle sur papier, 1554, ENSBA, M.1337
- Dessin de la verrière de la vie de saint Claude, 1544, Kupferstich-Kabinett, Dresde

### Enluminures

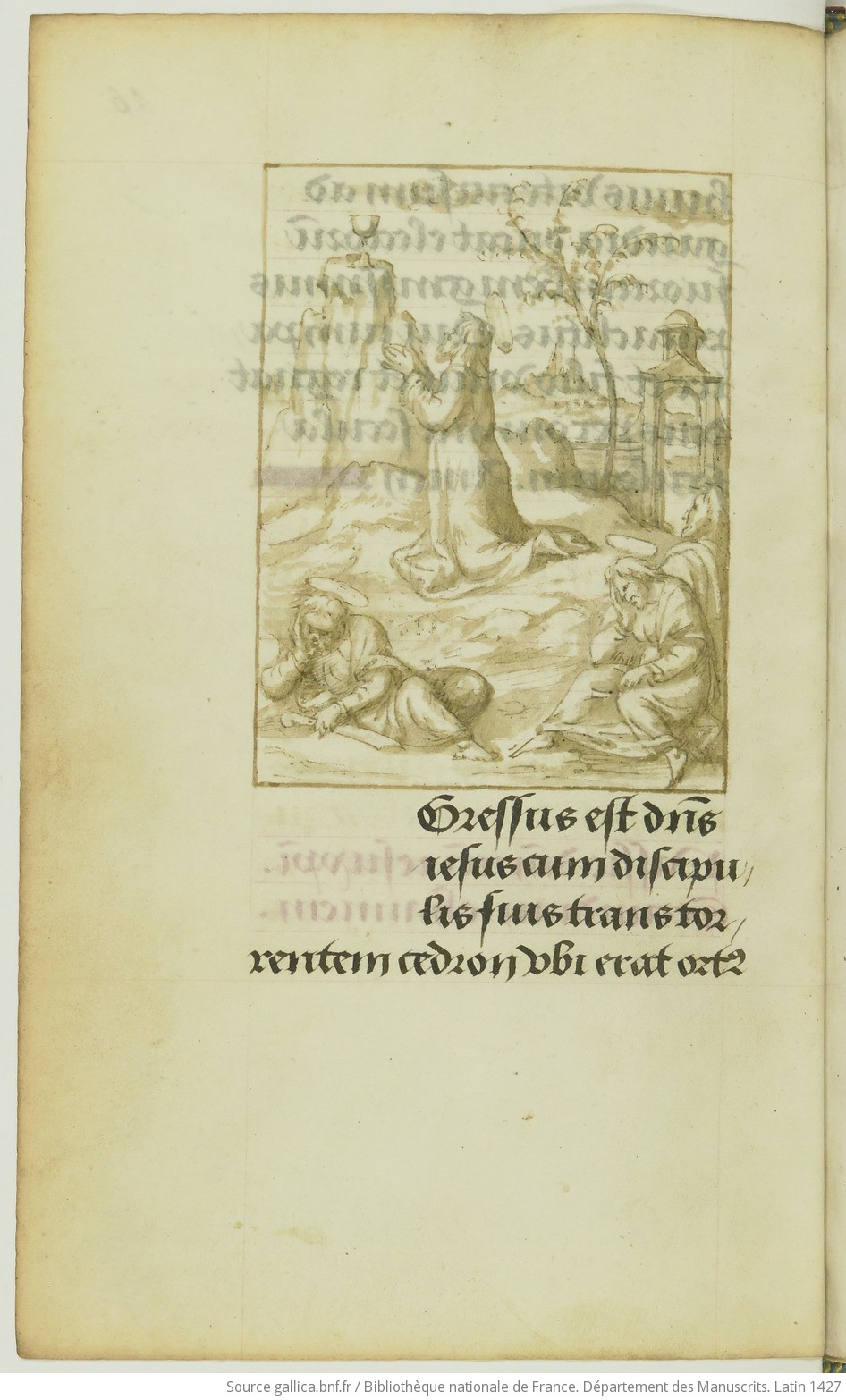
Le Christ au jardin des Oliviers, heures à l'usage de Bourges, BNF.

- Heures à l'usage de Rome, pour une famille berruyère, vers 1522, 12 grandes miniatures grisailles et 7 petites, Morgan Library and Museum, New York, M.1135[4]
- Heures à l'usage de Bourges, vers 1522, 44 miniatures en grisaille, BNF, Latin 1427[5]